# Parlamento della Comunità francofona del Belgio
Il Parlamento della Comunità francofona del Belgio (in lingua francese Parlement de la Communauté française, o PCF) è l'assemblea legislativa della Comunità francofona del Belgio, situata nel Quartier Royal. Consiste di tutti i 75 membri del Parlamento vallone, ad eccezione dei membri di lingua tedesca (attualmente due) che sono sostituiti da membri francofoni dello stesso partito, e 19 membri eletti dal gruppo linguistico francese del Parlamento della Regione di Bruxelles-Capitale all'interno del precedente corpo. Tutti questi membri sono eletti per un mandato di cinque anni.
L'attuale Presidente del Parlamento della comunità francofona è Benoît Dispa (LE).